# Gisela Serrano
Gisela Serrano (nascida em 1972) é uma personalidade televisiva portuguesa. Ela é conhecida pelos reality shows em que participou, nomeadamente o concurso Masterplan - O Grande Mestre (2002) - emitido pela SIC -, que a celebrizou. 
Depois de terminado o Masterplan - e dado o sucesso que Gisela Serrano tinha feito na SIC -, a SIC começou a preparar um reality show focado apenas em si e na sua família, que aparecia amiúde no Masterplan; porém, a estação rival TVI também disputava Gisela Serrano e a mesma acabou por aceitar participar no Big Brother Famosos 2, reality show da TVI.
Foi também na TVI que, em 2003, apresentou um talk show com o seu nome, A Hora da Gi, que teve apenas cinco episódios emitidos.
No dia 1 de junho de 2003 apresentou ao lado de Carlos Ribeiro uma emissão especial intitulada "Artistas de Palmo e Meio". 
Em 2014, entra no reality show O Poder do Amor (versão portuguesa do franchise de origem israelita Power Couple), da SIC. Nesse mesmo ano, Luís concorre ao Secret Story - Casa dos Segredos e Gisela é convidada pela produção para aparecer numa das "galas", para o provocar.
Participou também como "patroa" nos reality shows A Quinta (2015) e A Quinta: O Desafio (2016), da TVI.
Foi comentadora do Big Brother 2020 e do Big Brother - Duplo Impacto. 
Em agosto de 2023, regressa à televisão como comentadora do programa de "debate" cor-de-rosa Noite das Estrelas, da CMTV. Em janeiro do ano seguinte, deixa a Noite das Estrelas e passa a ser comentadora da rubrica Notícias dos Famosos, do Manhã CM, outro programa da CMTV.

## Influência na cultura popular
Gisela Serrano é protagonista de uns primeiros vídeos virais do YouTube com origem em Portugal, um excerto de quase 15 minutos de um episódio de Masterplan em que ela e outra concorrente do reality show (a "desafiadora" - nome dado aos concorrentes que tentavam substituir os concorrentes principais no programa - Sandra Leão) trocam insultos, acusações e provocações, ao ponto de Serrano não conseguir controlar-se e agredir fisicamente a adversária. A cena influenciou a cultura online portuguesa durante vários anos, gerando bordões. Em 2021, o artista musical português Herlander usou algumas das falas desse mesmo excerto no seu frenético single "Gisela". Por outro lado, o impacto de Gisela Serrano na cultura queer pôde ser atestado no facto de, em 2015, ter sido uma das 77 personalidades a votos num inquérito promovido pelo site português de notícias e cultura LGBT Dezanove, que visou eleger os maiores ícones LGBT portugueses.
| Ano         | Programa                     | Obs.                                                           | Canal |
| ----------- | ---------------------------- | -------------------------------------------------------------- | ----- |
| 2001 - 2002 | Masterplan - O Grande Mestre | Concorrente                                                    | SIC   |
| 2002        | Big Brother Famosos 2        | Concorrente                                                    | TVI   |
| 2003        | A Hora da Gi                 | Apresentadora                                                  | TVI   |
| 2003        | Artistas de Palmo e Meio     | Apresentadora, ao lado de Carlos Ribeiro e Margarida Vila-Nova | TVI   |
| 2014        | O Poder do Amor              | Concorrente                                                    | SIC   |
| 2015        | A Quinta                     | Patroa                                                         | TVI   |
| 2016        | A Quinta: O Desafio          | Patroa                                                         | TVI   |
| 2016        | Love on Top                  | Convidada                                                      | TVI   |
| 2020        | Big Brother 2020             | Comentadora                                                    | TVI   |
| 2021        | Big Brother - Duplo Impacto  | Comentadora                                                    | TVI   |
| 2023 - 2024 | Noite das Estrelas           | Comentadora                                                    | CMTV  |
| 2024        | Manhã CM                     | Comentadora                                                    | CMTV  |